# Abel Douay

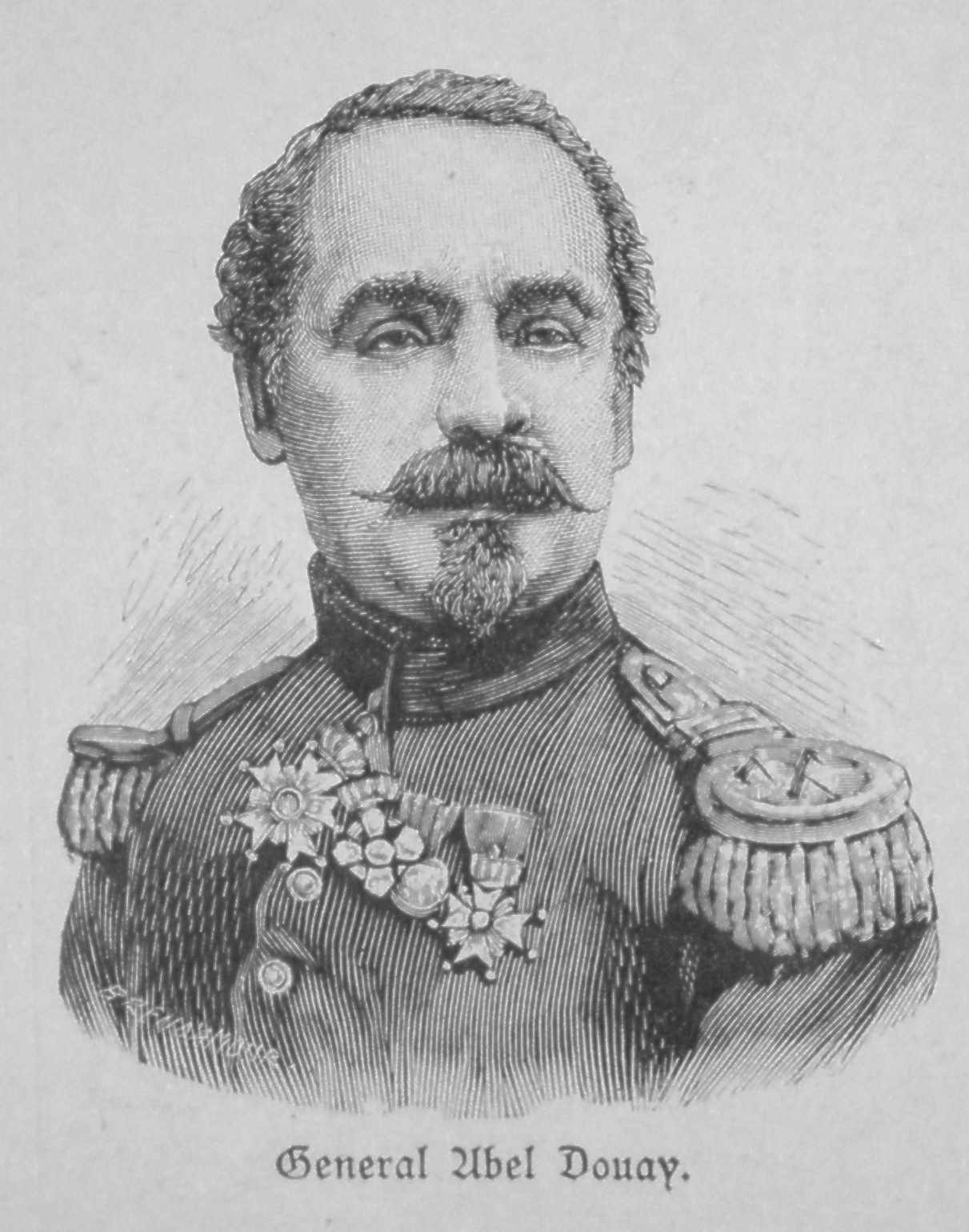
General Abel Douay.

Charles Abel Douay, född 2 mars 1809, död 4 augusti 1870, var en fransk militär. Han var bror till Félix Douay.
Douay blev brigadgeneral 1855 och divisionsgeneral 1866. Han deltog med utmärkelse i 1855 och 1859 års fälttåg samt fick vid krigsutbrottet 1870 befälet över 2:a infanterifördelningen av Patrice de Mac-Mahons kår. Fördelningen besegrades av överlägsna tyska trupper vid Weissenburg 4 augusti 1870, varvid Douay stupade.